# Uwe Schmidt (político)
Uwe Schmidt (nascido em 14 de fevereiro de 1966) é um estivador alemão e político do Partido Social Democrata (SPD) que actua como membro do Bundestag pelo estado de Bremen desde 2017.

## Carreira política
Schmidt tornou-se membro do Bundestag nas eleições federais alemãs de 2017. No parlamento, é membro da Comissão para a Alimentação e Agricultura e da Comissão dos Transportes e Infraestruturas Digitais.